# Келпін (Мазовецьке воєводство)
Келпін (пол. Kiełpin) — село в Польщі, у гміні Ломянки Варшавського-Західного повіту Мазовецького воєводства.
Населення — 1611 осіб (2011).
У 1975-1998 роках село належало до Варшавського воєводства.

## Демографія
Демографічна структура станом на 31 березня 2011 року:
|          | Загалом | Допрацездатний вік | Працездатний вік | Постпрацездатний вік |
| -------- | ------- | ------------------ | ---------------- | -------------------- |
| Чоловіки | 782     | 179                | 536              | 67                   |
| Жінки    | 829     | 193                | 515              | 121                  |
| Разом    | 1611    | 372                | 1051             | 188                  |